# Свети Владимир (Херсонес Таврически)
Вижте пояснителната страница за други значения на Свети Владимир.
„Свети Владимир“ (на руски: Владимирский собор; на украински: Володимирський собор) е катедрален православен храм на територията с руините на древния град Херсонес Таврически, в Гагарински район на Севастопол, Крим, номинално в Украйна, фактически в Русия.
Църквата е построена в чест на Владимир I Святославич – първия християнски княз на Киевска Рус, който утвърждава християнството по онези земи и по-късно е обявен за светец от руската църква.
Според църковни предания и исторически свидетелства покръстването на княз Владимир I Святославич се е състояло през 988 година в Корсун. В Началната руска летопис преподобният Нестор Летописец упоменава за градска катедрална църква „насред града, където се събират корсунци да търгуват“, която според учените е мястото на покръстването на киевския княз.

## История на храма
За първи път идеята за увековечаване на мястото на покръстването на княз Владимир е предложена през 1825 година от главнокомандващия Черноморския флот вицеадмирал Алексей Грейг. Именно по негова инициатива в района на Херсонес Таврически са направени археологически разкопки през 1827 година, които разкриват руините на древен кръстоподобен християнски храм в центъра на главния градски площад. В началото на 1830-те години историците Дюбоа дьо Монпере и Мурзакевич предполагат, че киевският княз е приел Светото кръщение именно в тази базилика. Така и последните им колебания относно мястото на историческото събитие, довело до християнизирането на всички източни славяни, отпадали.
Още през 1850 година благодарение на ходатайствата на херсонския архиепископ Инокентий е основан комитет за построяването на катедрален храм в чест на светия княз Владимир I. На 23 август 1861 година е направена първата копка от строежа на новата църква, на която присъства самият император Александър II и императрица Мария Александровна.

### Строителство
Автор на архитектурния проект за изграждането на храма в Херсонес Таврически е на академик Давид Грим. Неговият замисъл е да построи внушителен храм в византийски стил. Строителството на катедралата „Св. Владимир“ продължава 15 години и е завършено окончателно през 1876 година с активното участие на инженера-архитект Максимилиан Арнолд. За времето си това е бил сред най-големите православни храмове в Руската империя. Висок е 36 м, заема обща площ от 1726 кв. м, има кубе с диаметър 10,5 м и побира до хиляда богомолци.
Работите по интериорната украса на катедралата започват по-късно след края на тържествата по повод 900-тната годишнина от покръстването на Киевската Рус. Изографисването на градниозния храм е трудна задача и за голямата годишнина на 13 юни 1888 година е осветен само Долният храм, посветен на Рождество Богородично, в който е поставен дърворезбован иконостас. През същата година започват работите по устройството и на Горния храм. Зографията и иконите на главния иконостас и цялата интериорна украса на катедралата са дело на най-талантливите руски художници. Мраморната украса е дело на италиански майстори. Тържественото освещаване на главния престол е осъществено на 17 октомври 1891 година от таврическия и симферополски архиепископ. Окончателното завършване на храма е през 1894 година.
Още през 1859 година от Зимния дворец в Санкт Петербург е донесено в херсонската катедрала мраморно ковчеже с частица от мощите на светия княз Владимир. Тази светиня е съхранявана в Долния храм, наред с историческите руини на древната базилика. В олтара на Горния храм се пазел списък с чудотворните корсунски икони на Света Богородица, пренесени от княз Владимир в Херсонес Таврически. Катедралният храм е пазил мощите на общо 115 светии.
По време на Втората световна война православният храм напълно е разрушен.

### Възстановяване
Веднага след промените от началото на 1990-те години започват работи по възстановяването на разрушената катедрала, но активно строителство започва едва през 2000 година. Проектът за възстановяването на храма е разработен от киевския институт „Укрпроектреставрация“ под ръководството на архитект Евгений Осадчег, а ескизите на религиозната живопис и вътрешната украса са изпълнени от художниците от Санктпетербургската художествена акадамия през 2001 година. До 2004 година катедралният храм е възстановен напълно и в предишния си блясък и величие. Преосвещаването на възстановената църква „Св. Владимир“ е на 3 април 2004 година, малко преди Великден.